# U-349
Unterseeboot 349 foi um submarino alemão do Tipo VIIC, pertencente a Kriegsmarine que atuou durante a Segunda Guerra Mundial.

## Comandantes
| Comandante           | Data                                         |
| -------------------- | -------------------------------------------- |
| Oblt. Ernst Lottner  | 8 de setembro de 1943 - 4 de janeiro de 1944 |
| Oblt. Wolfgang Dähne | 5 de janeiro de 1944 - 5 de maio de 1945     |

## Subordinação
Durante o seu tempo de serviço, esteve subordinado às seguintes flotilhas:
| Período                                        | Flotilha                                      |
| ---------------------------------------------- | --------------------------------------------- |
| 8 de setembro de 1943 - 30 de setembro de 1943 | 22. Unterseebootsflottille (submarino escola) |
| 1 de outubro de 1943 - 28 de fevereiro de 1945 | 23. Unterseebootsflottille (submarino escola) |
| 1 de março de 1945 - 5 de maio de 1945         | 31. Unterseebootsflottille (treinamento)      |